# Palmera del Parque
Palmera del Parque behoort tot de bekendste en meest unieke palmsoorten van de stad Santa Cruz de Tenerife (Tenerife, Spanje). Het betreft een Canarische dadelpalm van circa 20 meter. Deze palmen staan in het hart van Santa Cruz de Tenerife. Om precies te zijn op Plaza Fernando Pessoa, wat een zijstraat is van “Calle Méndez Núñez” en naast “Parque García Sanabria” ligt, waaraan “Palmera del Parque” refereert.

## Korte geschiedenis
Palmeras del Parque groeiden voorheen in de oude buitenwijken van Santa Cruz de Tenerife, die gedomineerd werden door terrassenlandschappen. Toen huizen en andere gebouwen in het gebied ten noorden van “El Toscal” verrezen, werd de ruimte van de palmen beperkt tot een pleintje gelegen in het noordelijk deel van “Calle Méndez Núñez”.
Tegenwoordig reflecteren de indrukwekkende hoogte en oudheid de evolutie van de Palmeras del Parque en die van Santa Cruz de Tenerife in de afgelopen eeuw. De boomstammen bevatten inkepingen die decennia geleden werden gemaakt om zo bij de kokosnoten te komen. Het was gebruikelijk om eerst aan de bovenkant een gat te maken voor het sap, bekend als “guarapo”, waarna de zoete en bekende palmhoning overbleef.

## Plaza Fernando Pessoa
Het eerder genoemde Plaza Fernando Pessoa, waar de Palmeras del Parque groeien, wordt beschouwd als het enige sterrenbeeld plein van de Canarische Eilanden en waarschijnlijk van heel Spanje. Het plein reflecteert de sterrenhemel van het moment waarop de stad Lissabon werd gesticht. Ook de decoratie van het plein, waaronder de fonteinversiering en sterrenbeelden op de achtergrond, is gebaseerd op de sterrenhemel ten tijde van dat historisch moment.

## Palmeras del Parque data
| Soort                   | Canarische dadelpalm     |
| Gemeenschappelijke naam | Palmera del Parque       |
| Hoogte                  | 30 meter boven zeeniveau |
| Leeftijd (geschat)      | 125 jaar                 |
| Hoogte                  | 20 meter                 |
| Omtrek stam             | 3.07 meter               |
| Omtrek basisstam        | 3.59 meter               |